# Port lotniczy Mahdia
Port lotniczy Mahdia (IATA: MHA, ICAO: SYMD) – port lotniczy zlokalizowany w miejscowości Mahdia, w Gujanie.